# Gran Turismo Sport
Gran Turismo Sport es un videojuego de carreras desarrollado por Polyphony Digital y publicado por Sony Interactive Entertainment para la consola de videojuegos PlayStation 4. 
Fue anunciado en la Paris Games Week 2015 y es el decimotercer juego en general en la serie de videojuegos de Gran Turismo y el primer juego de la serie que se estrenó en PlayStation 4. 
El creador de la serie, Kazunori Yamauchi, en una nueva generación o nueva era de los juegos de Gran Turismo, con los primeros seis lanzamientos principales reconocidos como la primera generación y GT Sport marcando el comienzo de una nueva era en la segunda generación. Su lanzamiento se produjo en octubre de 2017.

## Jugabilidad
Gran Turismo Sport incluye 6 modos de juego:
- Campaña
- Escuela de Conducción:
- Prueba de circuitos
- Modo Sport
- Salas Online
- Arcade, que tiene varias opciones
  - Carrera rápida
  - Carrera personalizada
  - Pantalla dividida
  - Contrarreloj
  - Prueba de derrapes
  - Modo VR, con 3 modos
    - Escaparate VR
    - Contrarreloj VR
    - Carrera 1V1 VR

En diferencia de Gran Turismo 5 o Gran Turismo 6, no tiene ciclo dinámico ni ciclo meteorológico, sin embargo, hay circuitos que tienen la lluvia, Tokyo Expressway y Red Bull Ring

### Modo Sport
El Modo Sport es un modo Online certificado por la Federación Internacional del Automóvil (FIA) donde se destaca la destreza en la conducción y la deportividad.

### Gran Turismo En línea
La FIA tiene como objetivo ratificar formalmente el Gran Turismo En línea Championship en la próxima reunión del World Motorsport Council. Dos campeonatos se celebrarán simultáneamente durante todo el año: la Copa de Naciones, donde los jugadores representan a su país, y la Copa de los fabricantes, donde los jugadores representan a su fabricante de automóviles favorito. Una vez ratificado, la FIA administrará la serie directamente como lo haría con cualquiera de sus otras series de carreras. Los ganadores de los campeonatos serán honrados en la ceremonia anual de premiación de la FIA en París.

### Eventos eSports directos
La Copa de las Naciones y la Copa de los Fabricantes tendrán componentes "en vivo" similares a las finales regionales celebradas en la competencia de la Academia GT. Los eventos organizados en línea se planean para ser sostenido sobre una base regular.

### Soporte de PlayStation VR
Gran Turismo Sportes compatible con los visores de realidad virtual de Sony Interactive Entertainment, PlayStation VR. La experiencia mientras jugaba fue descrita por el creador de la serie Kazunori Yamauchi como "muy buena y muy natural". Sin embargo, se anunció más adelante que el soporte de VR se limitaría a un modo de VR Tour especial, donde el jugador podrá únicamente hacer carreras contra un competidor de IA o entrar en una galería para apreciar los autos estacionados. Con ello, la totalidad del juego no será compatible con los visores de realidad, sino podrá ser jugada únicamente de forma tradicional, con la sola excepción del modo VR Tour.

### Asociación TAG Heuer
Polyphony Digital y TAG Heuer anunciaron una asociación para el juego. TAG Heuer servirá como cronometrador oficial y marca de reloj para Gran Turismo Sport, donde su "Tecnología de Tiempo en Vivo" se utilizará para medir todo el tiempo en el juego. Además, TAG Heuer se integrará en la sección de museos de Gran Turismo Sport, mostrando la historia del relojero suizo.

## Desarrollo
En una entrevista con la revista japonesa Famitsu (y traducida por Polygon), el creador de la serie, Kazunori Yamauchi, mencionó que "Gran Turismo Sport estaría llegando a la consola PlayStation 4, posiblemente, en un año o dos desde 2013". Se basará en el mismo motor de física que utiliza Gran Turismo 6. En una entrevista con la revista GamesTM, Kazunori Yamauchi mencionó un lanzamiento para Gran Turismo Sport en algún momento de 2016 o 2017. También habló de cuánto más poderoso será el juego PS4 y lo mucho más fácil de desarrollar en la nueva consola frente a Gran Turismo 6 en la PlayStation 3. Gran Turismo Sport fue anunciado más tarde en la Semana de los Juegos de París. Sony originalmente afirmó que el deporte es una entrada separada, pero Yamauchi más tarde confirmó que es una entrada principal en la serie.
Polyphony Digital espera que Gran Turismo Sport tenga elementos de juego mucho mejor gracias al poder de procesamiento mejorado de PlayStation 4. El juego será el primero de la serie Gran Turismo en apoyar el auricular de realidad virtual de Sony Interactive Entertainment, PlayStation VR. Un beta se programó para tener lugar en el primer y segundo trimestre de 2016 antes de un lanzamiento completo del 15 de noviembre, pero Sony más tarde anunció que la versión beta había sido cancelada para evitar que el juego se retrasa hasta 2017. El 30 de agosto de 2016, se ha retrasado hasta 2017 para seguir puliendo el juego.
A pesar de la cancelación del beta para el juego en 2016, una beta cerrada fue confirmada para el 17 de marzo de 2017 para los usuarios seleccionados en los Estados Unidos y Europa. Los jugadores que estén invitados tendrán la oportunidad de experimentar las características del juego antes de su lanzamiento.
El 11 de abril de 2017, se anunció que será el primer Gran Turismo que incluirá automóviles de la marca Porsche.